# 塞薩洛尼基的古基督教和拜占庭遺址
希腊马其顿塞萨洛尼基城几个世纪以来是拜占庭帝国的第二大城市，于中世纪对基督教起着至关重要的作用，遍布历史价值极高的建筑。1988年，塞萨洛尼基城共有15处古迹列入世界遗产：
1. 塞萨洛尼基城墙（4/5世纪）
2. 圣乔治加莱里乌斯拱门（4世纪）
3. 非人手所造像教堂 (5世纪）
4. 圣迪米特里奥斯教堂 (7世纪）
5. 圣大卫教堂 (6世纪）
6. 圣索菲亚教堂 (8世纪）
7. 帕納吉亞查肯教堂 (11世纪）
8. 圣潘捷列伊蒙教堂 (14世纪）
9. 圣使徒教堂（英语：Church of the Holy Apostles (Thessaloniki)） (14世纪）
10. 圣尼古拉堂 (14世纪）
11. 圣凯瑟琳教堂 (13世纪）
12. 救世主教堂（英语：Church of the Saviour, Thessaloniki） (14世纪）
13. 弗拉达达修道院（英语：Vlatades Monastery） (14世纪）
14. 先知以利亚教堂 (14世纪）
15. 上城拜占庭浴室 (14世纪）

## 图册

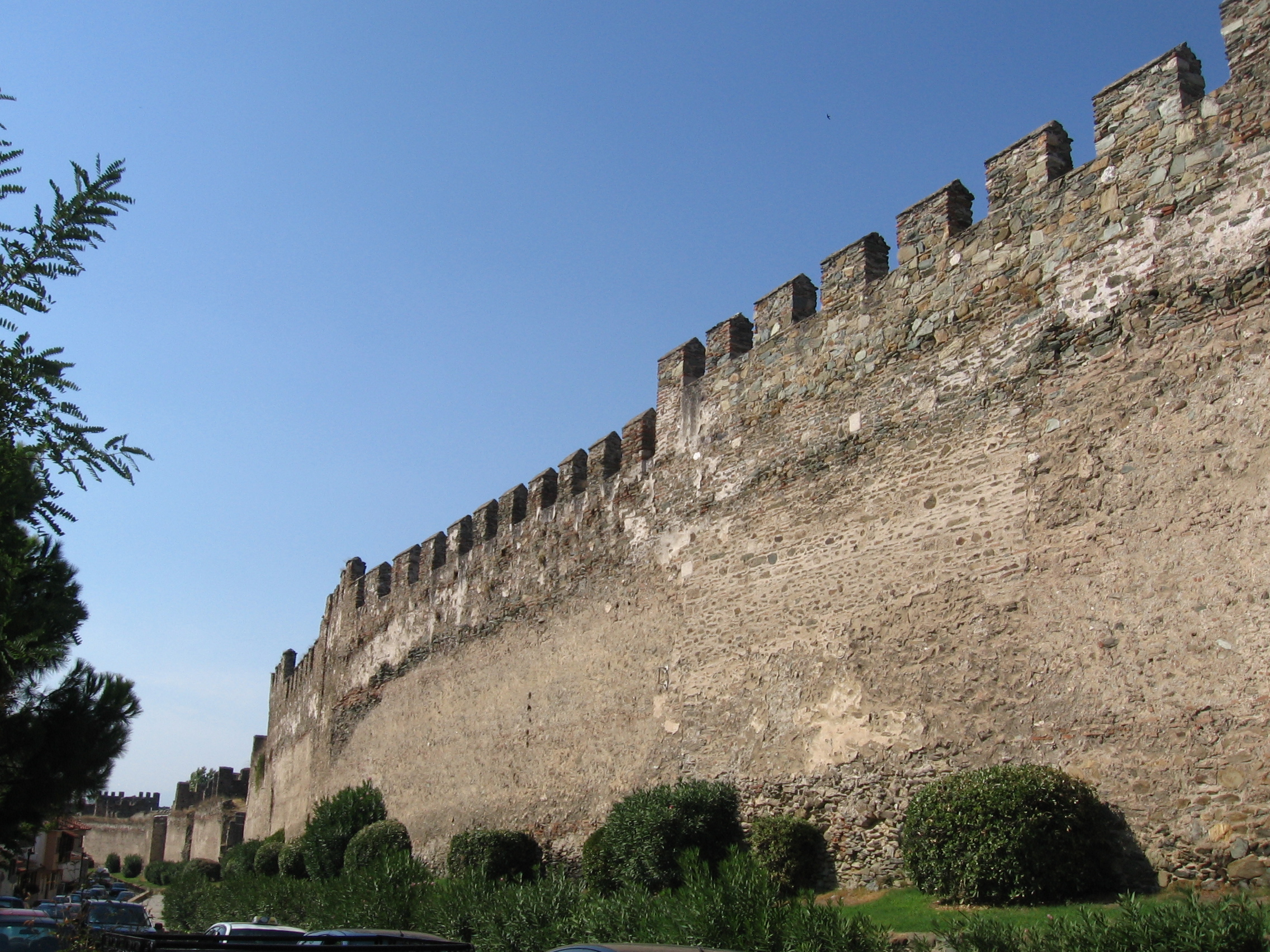
塞萨洛尼基城墙
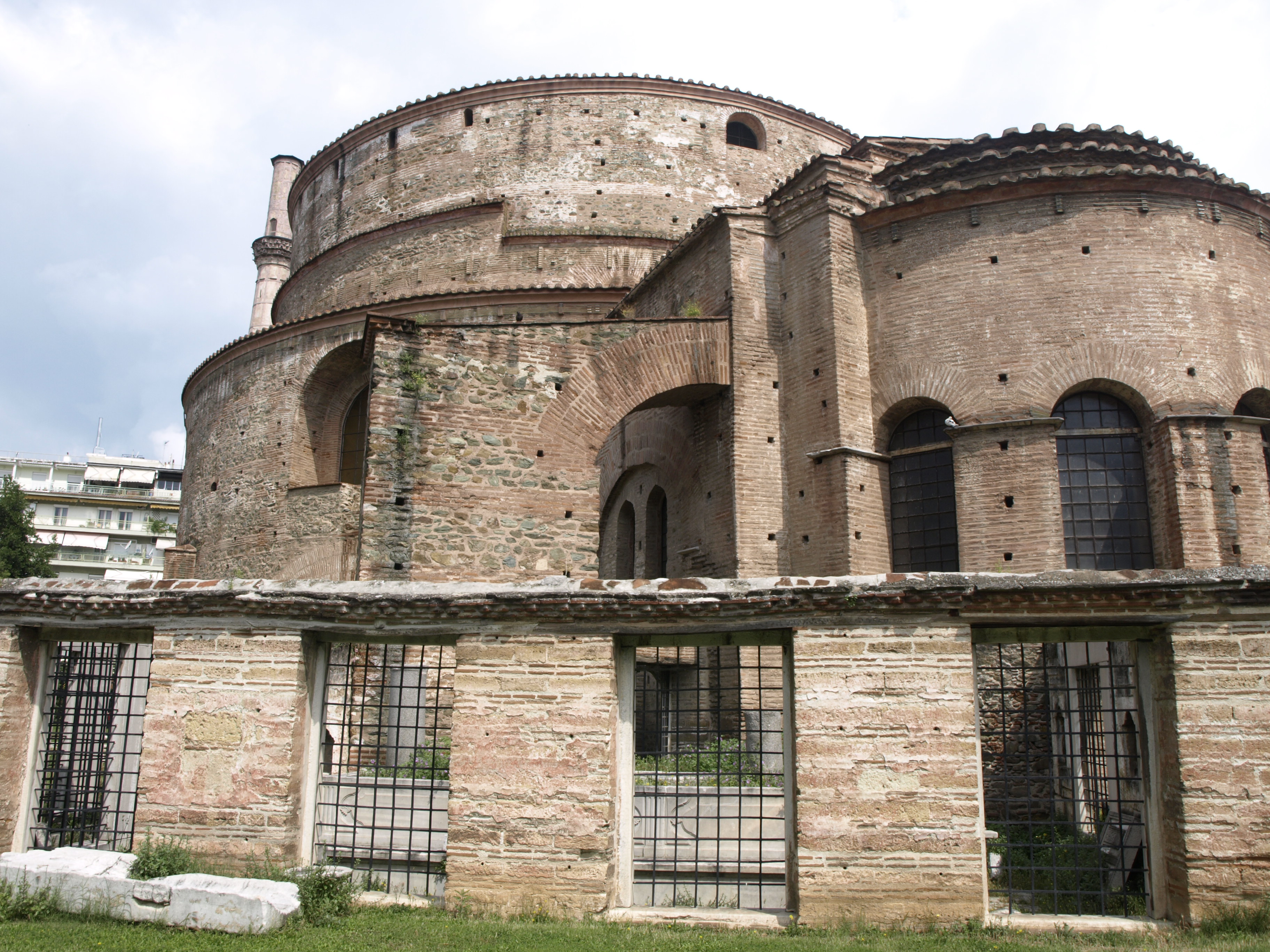
加莱里乌斯拱门
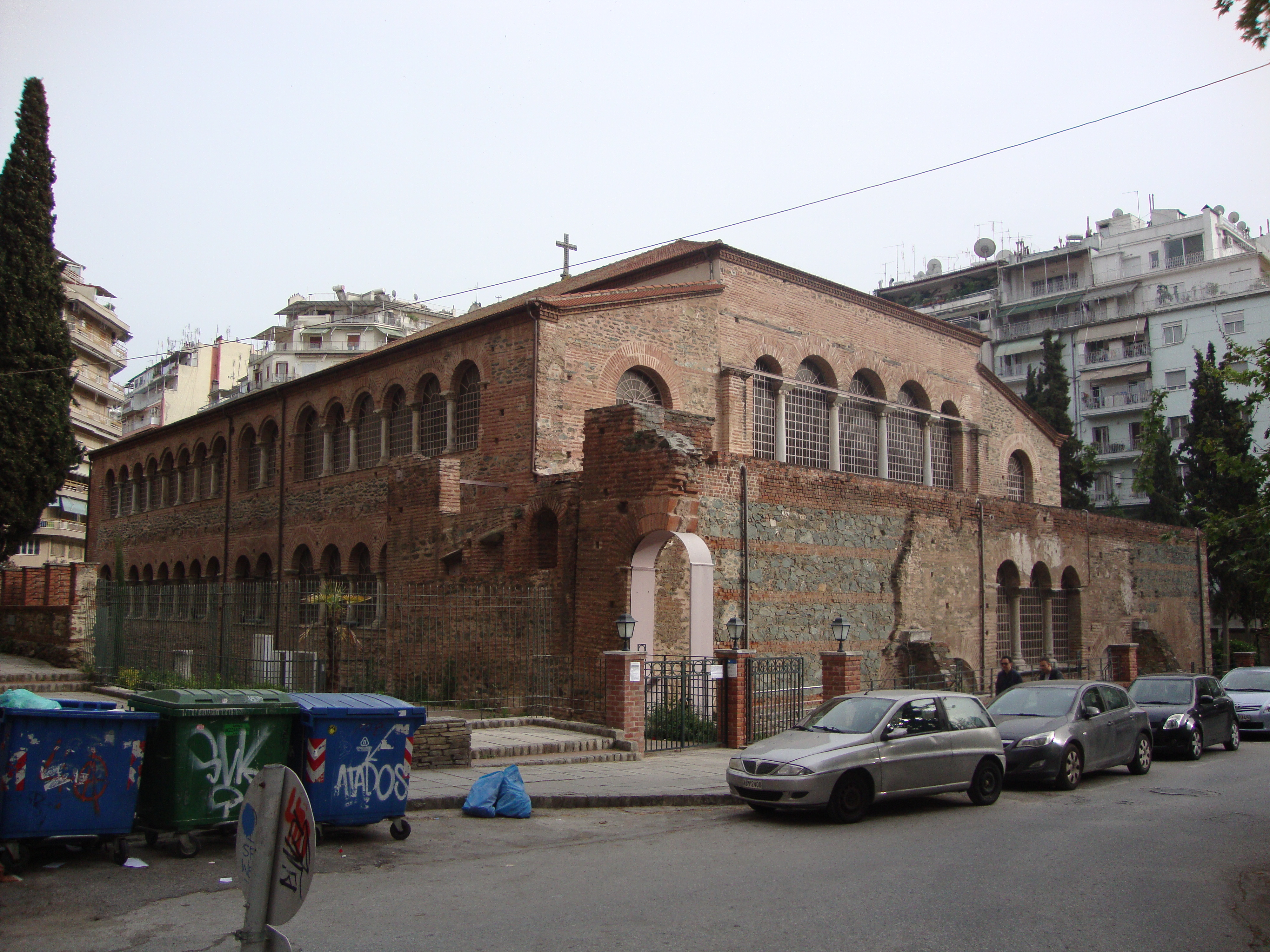
非人手所造像教堂
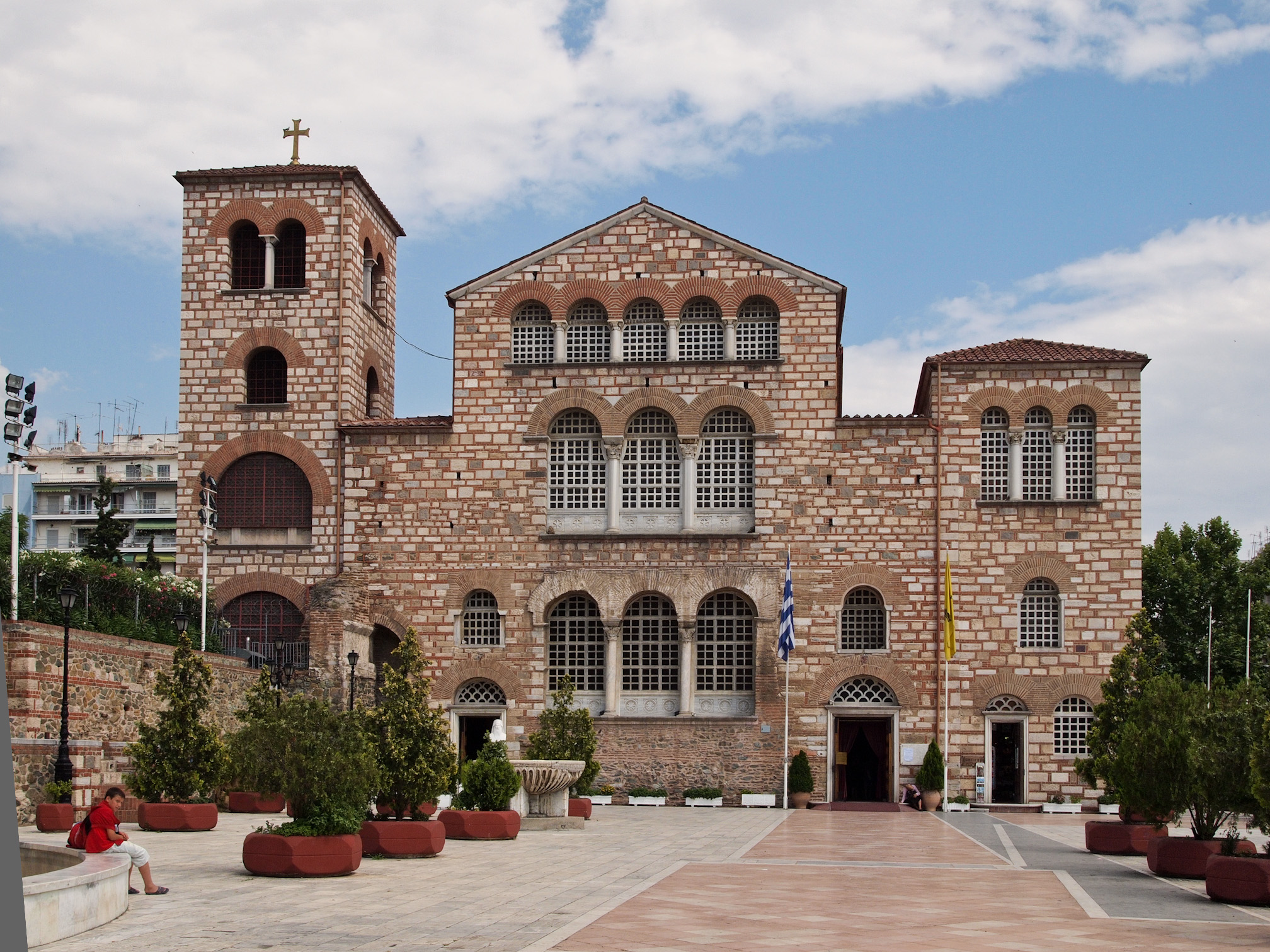
圣迪米特里奥斯教堂
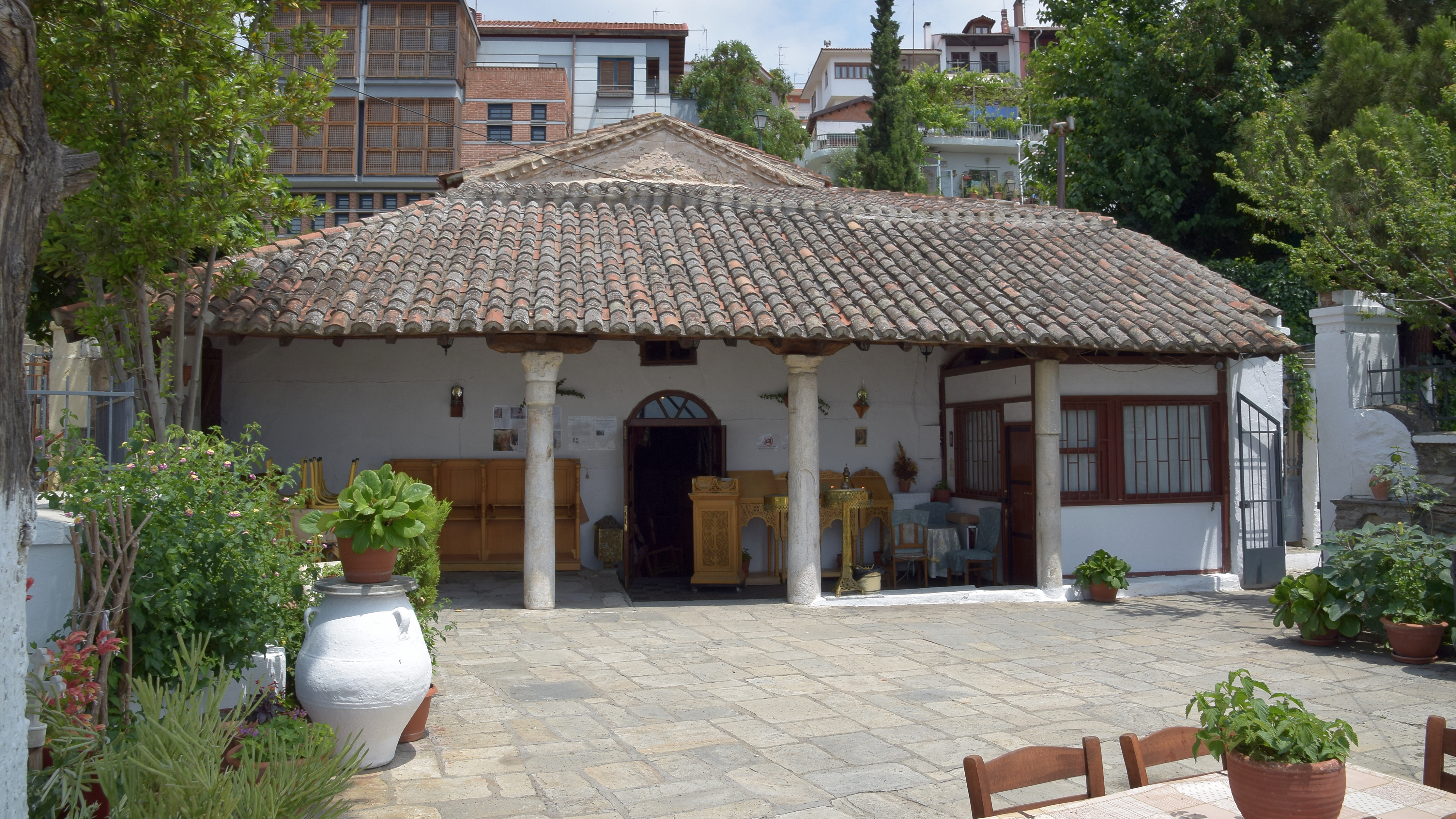
圣大卫教堂
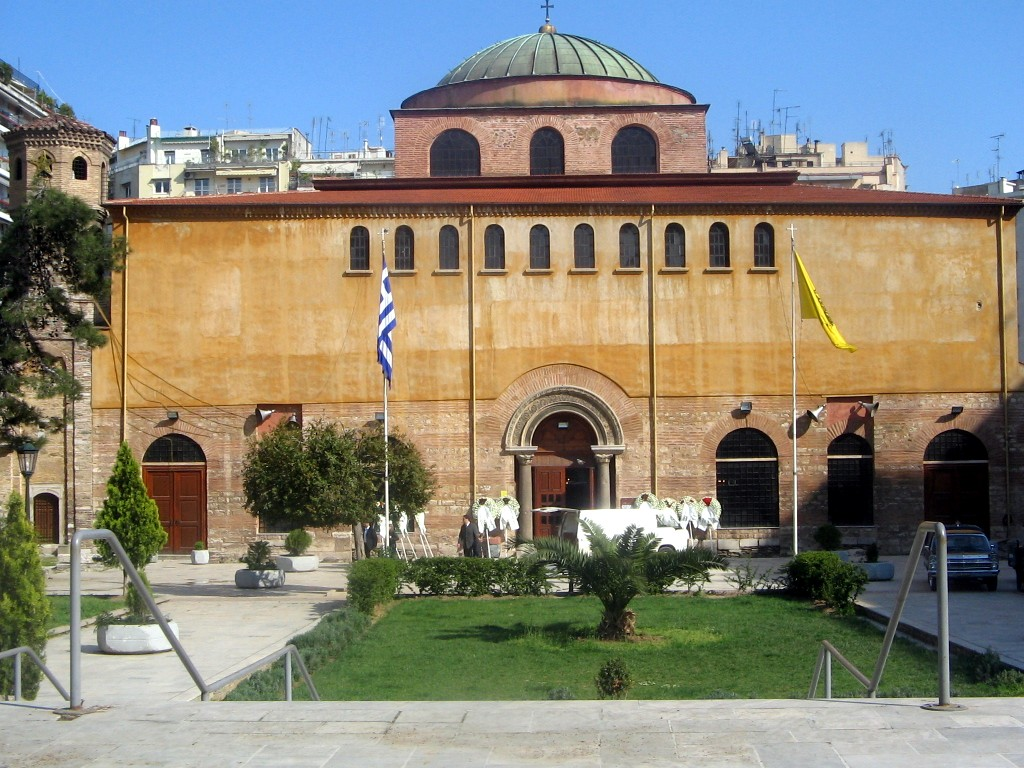
圣索菲亚教堂
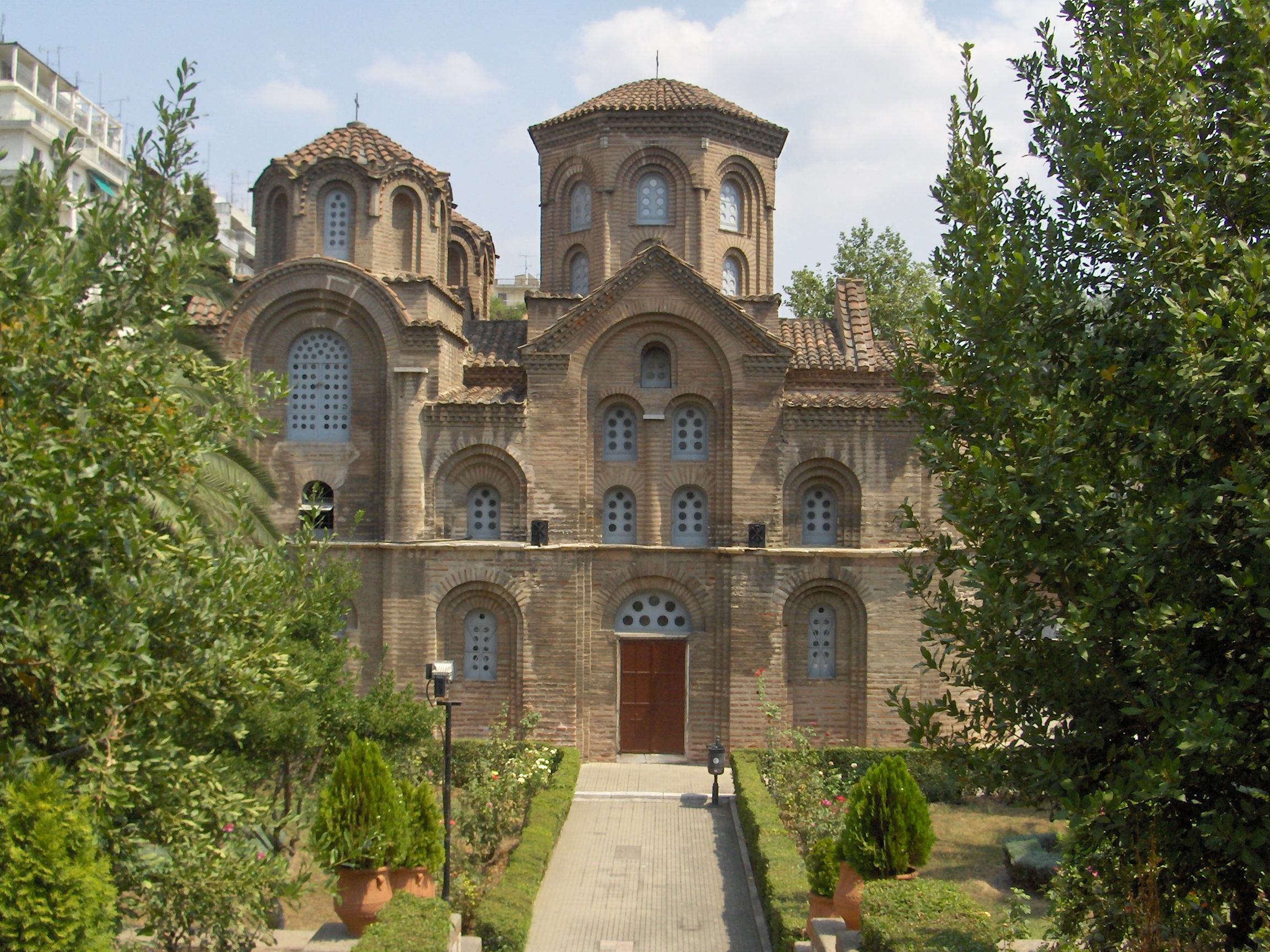
帕納吉亞查肯教堂
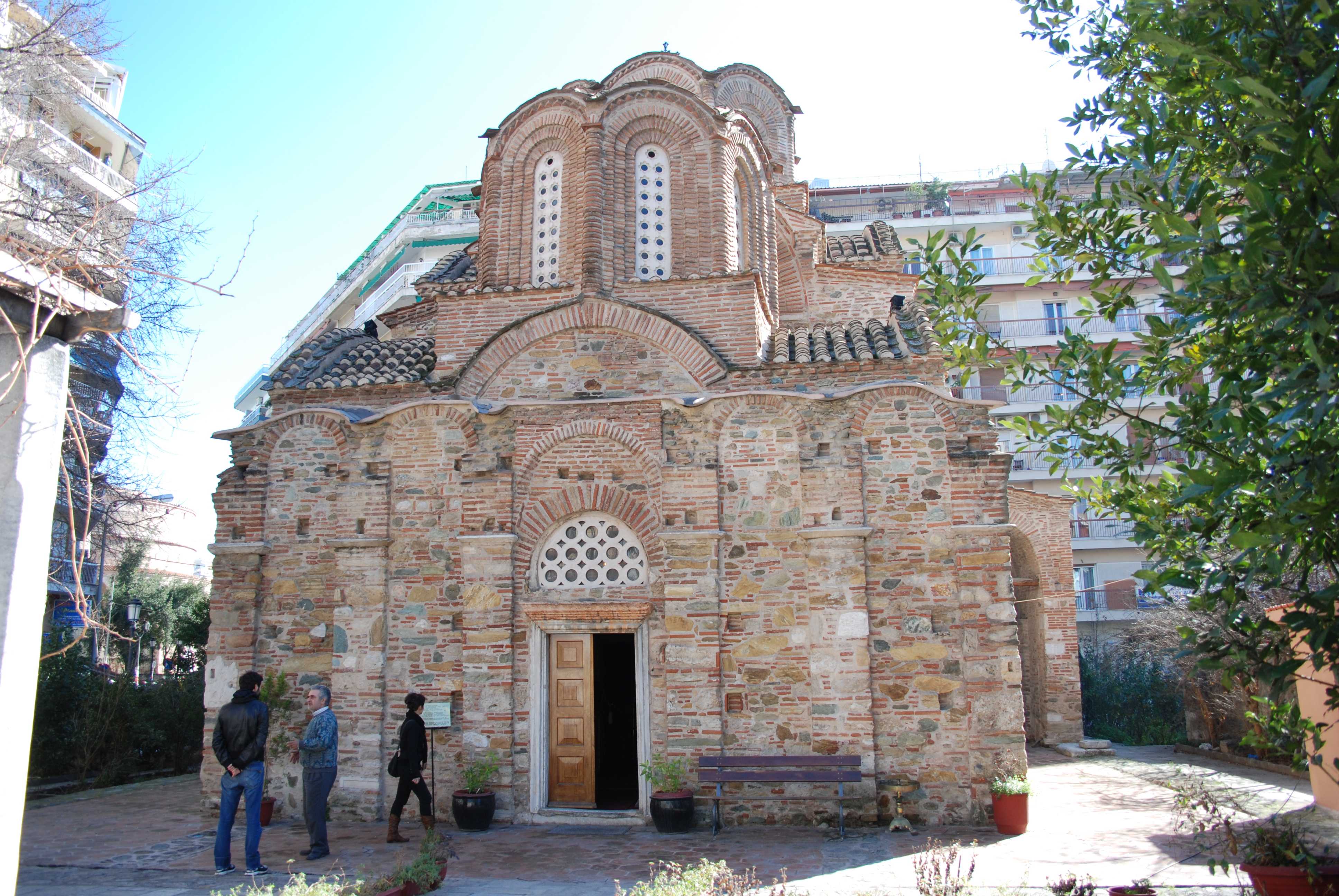
圣潘捷列伊蒙教堂
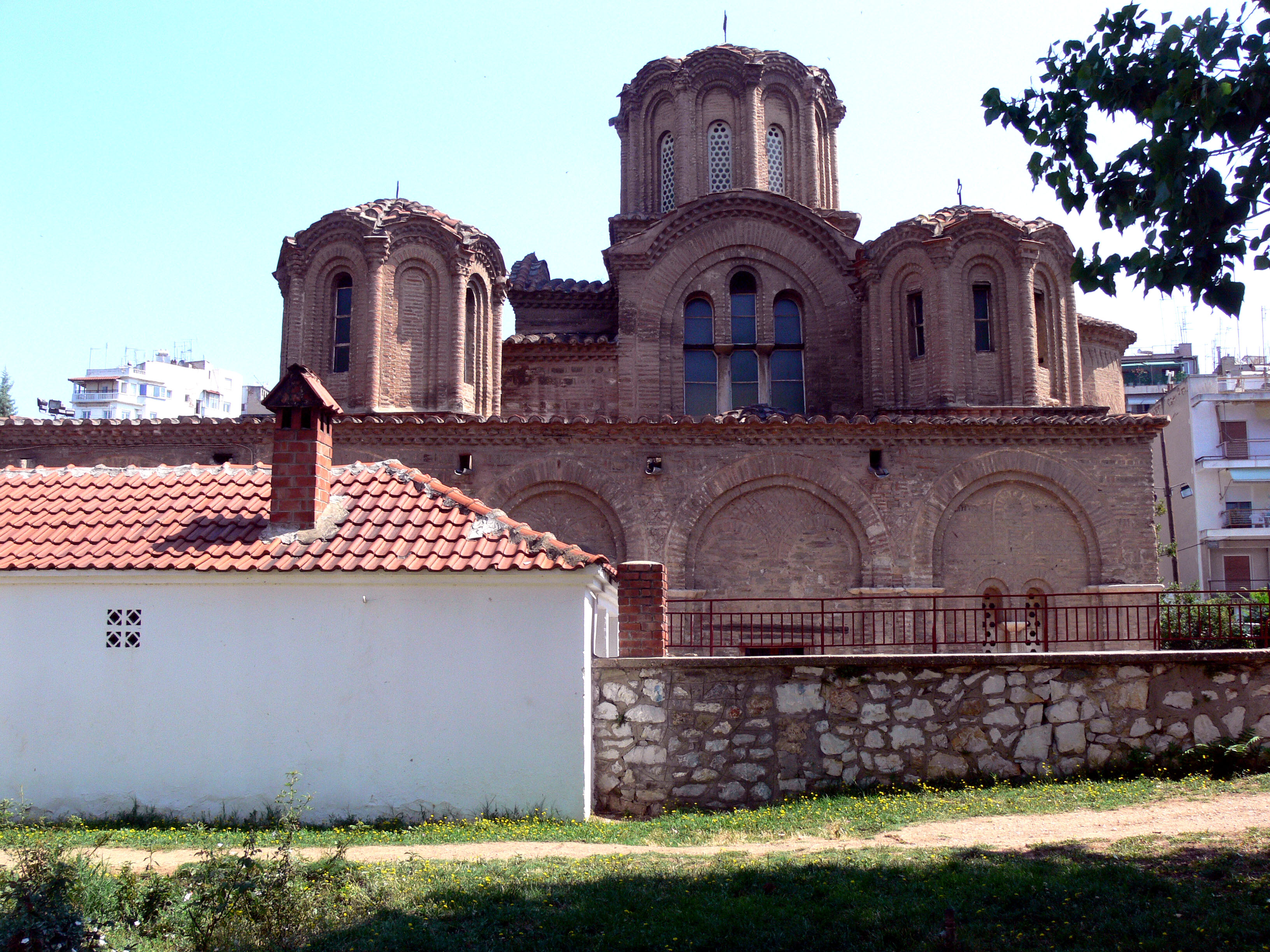
圣使徒教堂（英语：Church of the Holy Apostles (Thessaloniki)）
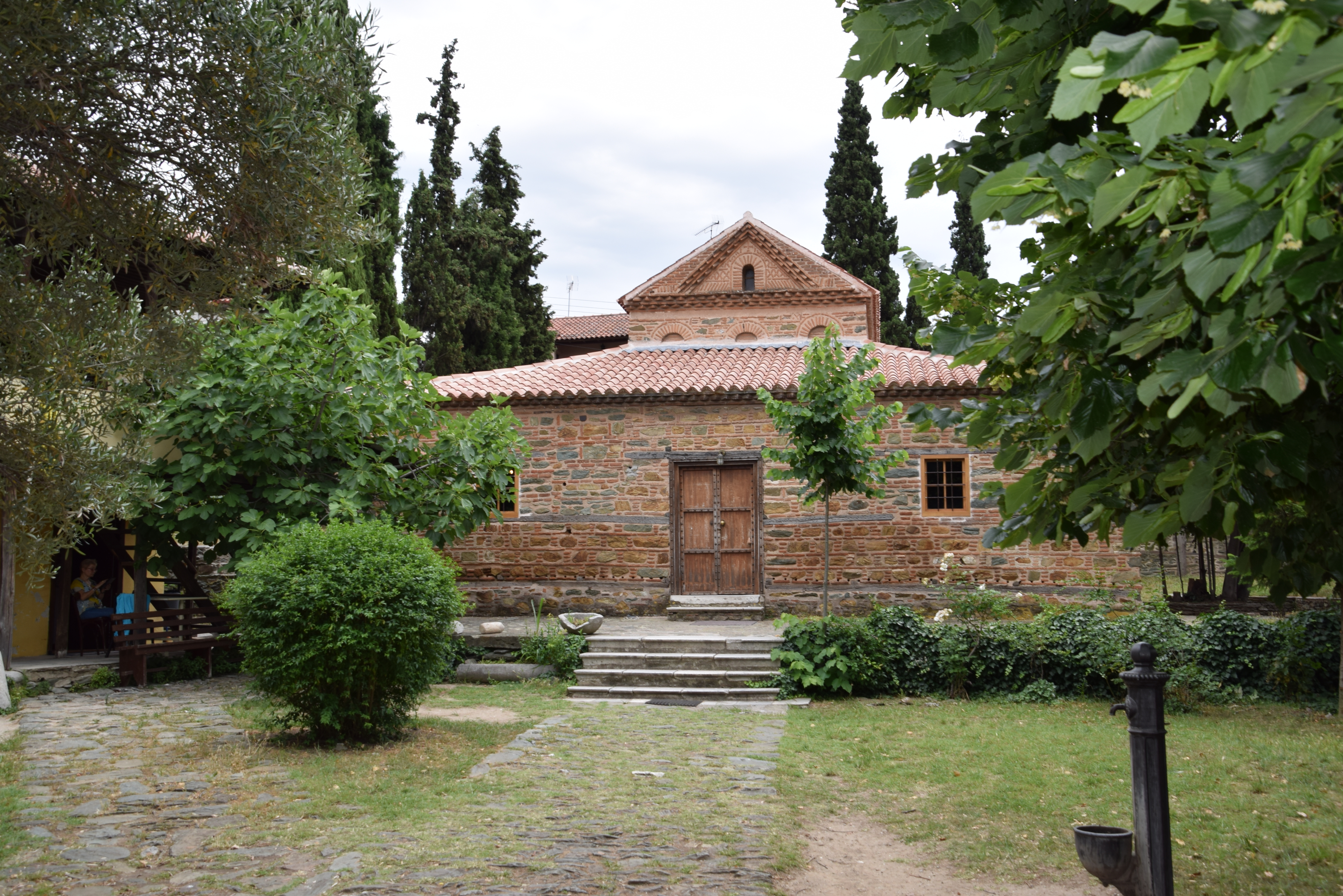
圣尼古拉堂
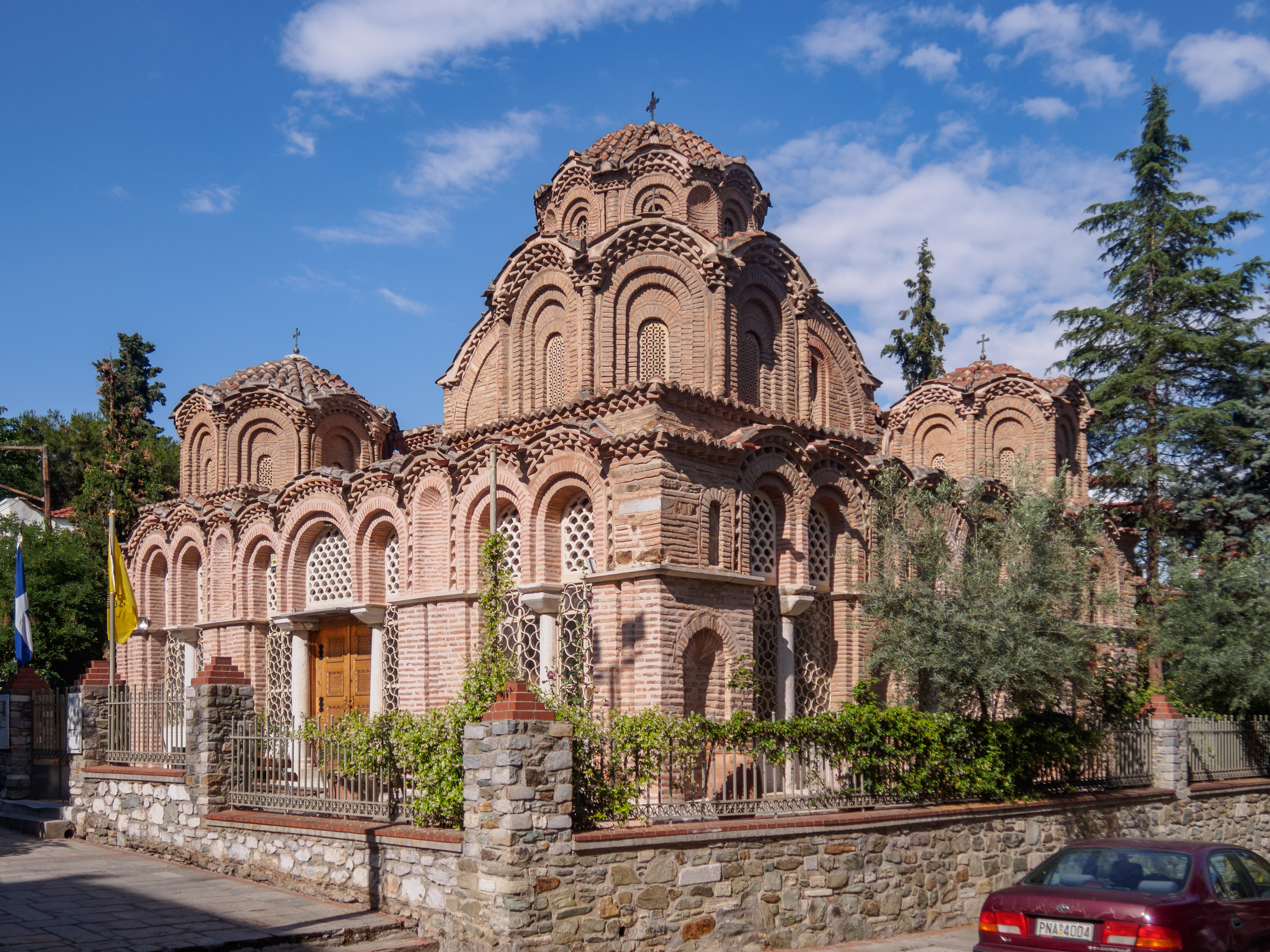
圣凯瑟琳教堂
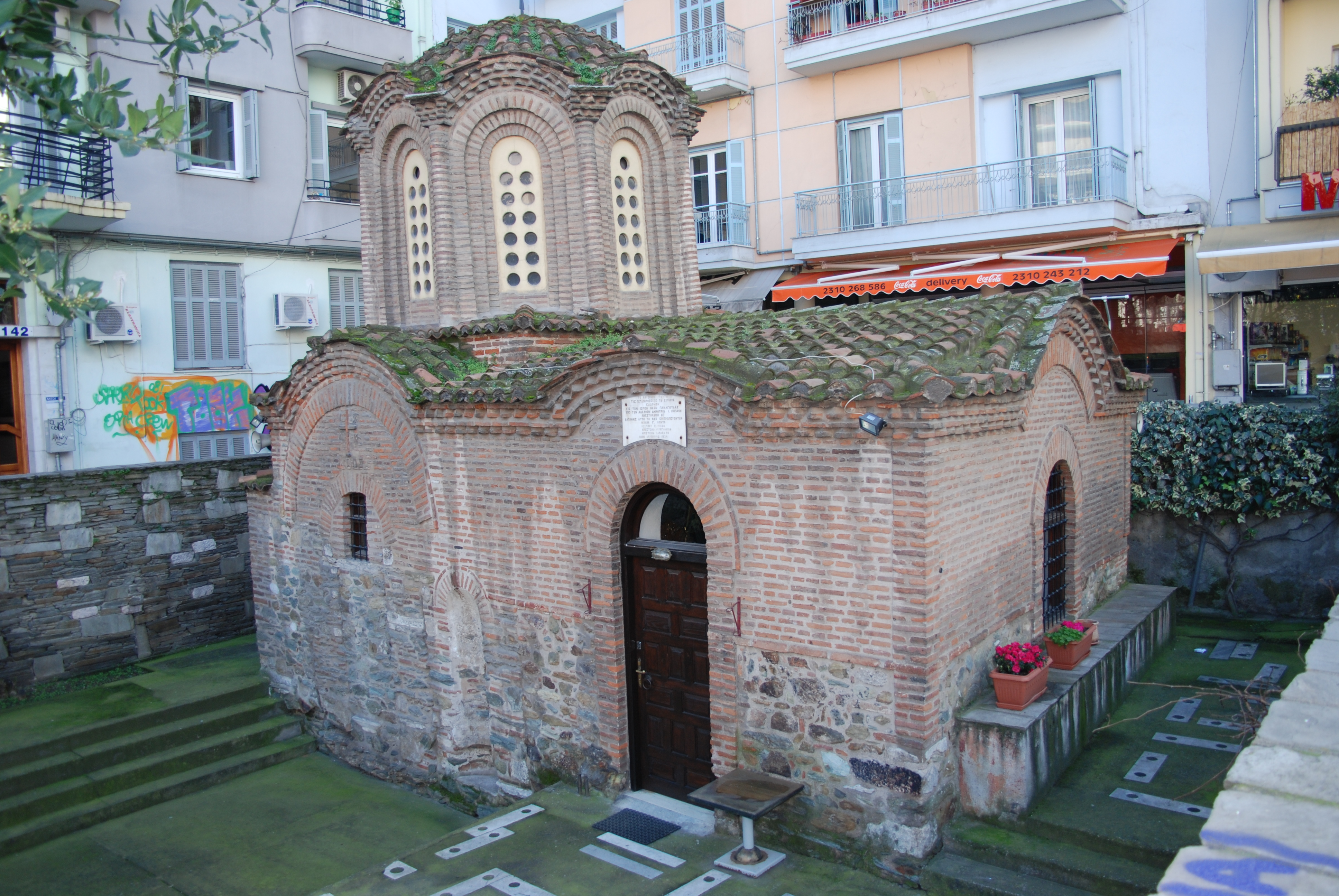
救世主教堂（英语：Church of the Saviour, Thessaloniki）
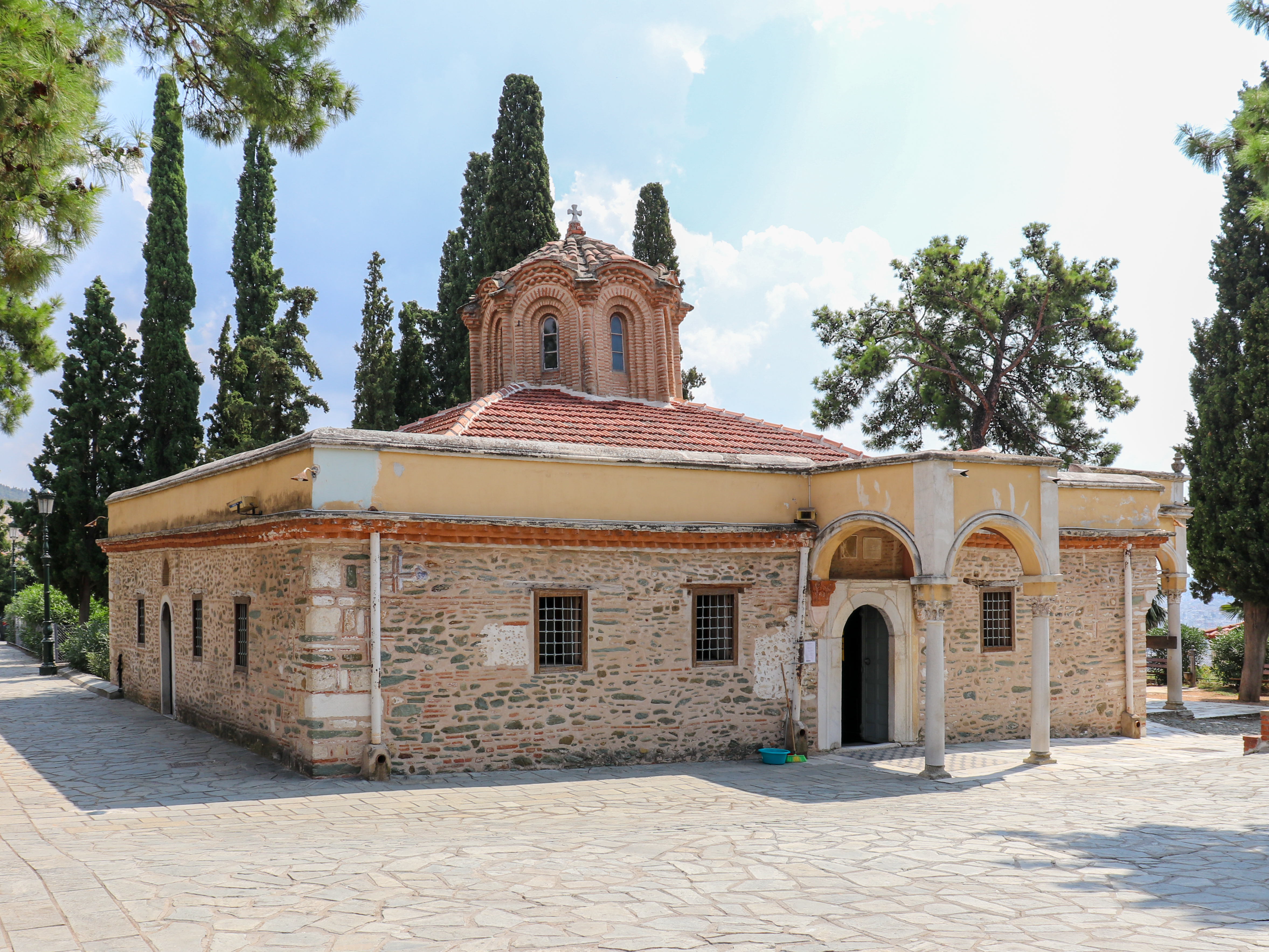
弗拉达达修道院（英语：Vlatades Monastery）
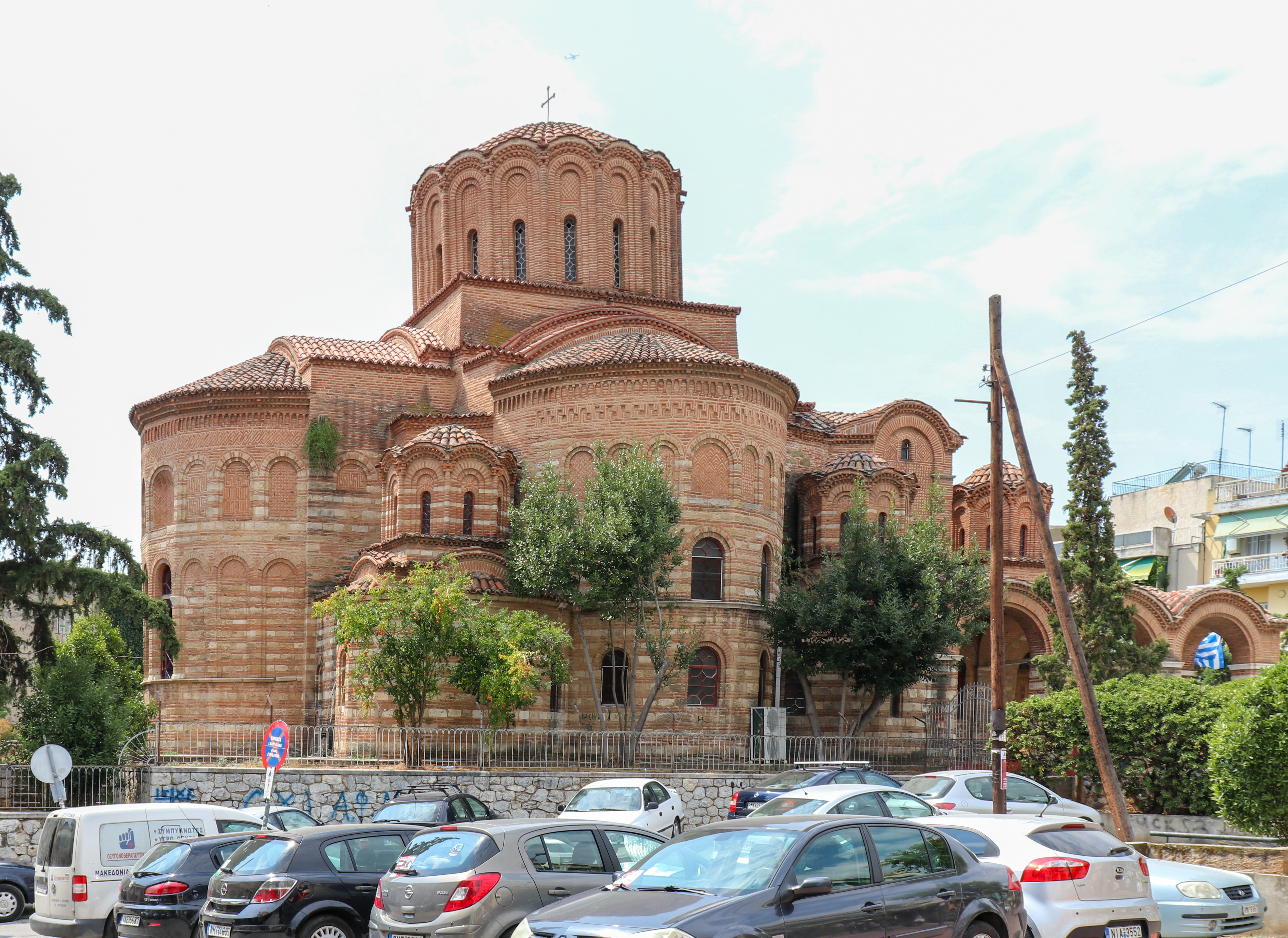
先知以利亚教堂
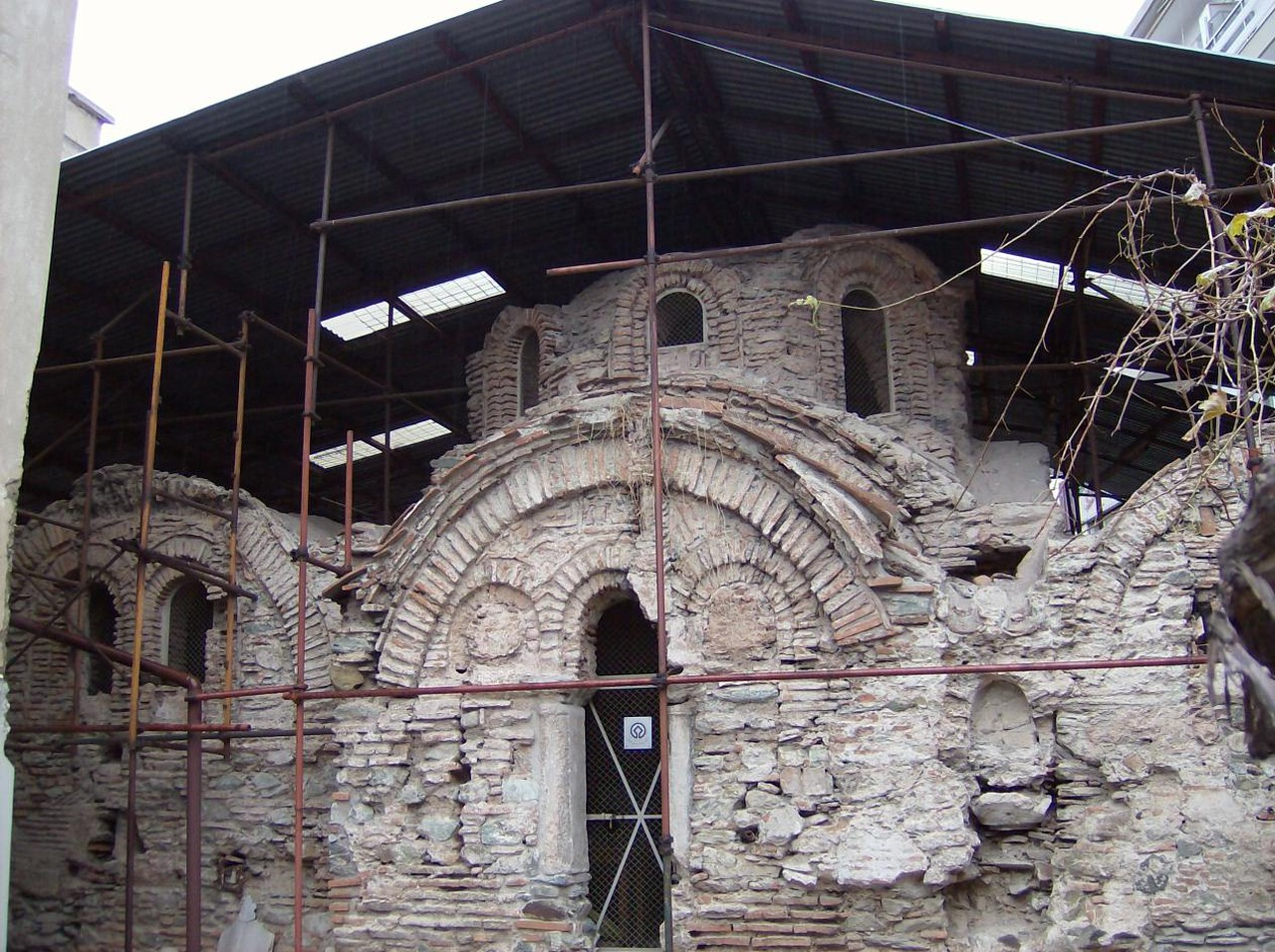
上城拜占庭浴室